# Deepal
Deepal Automobile Technology Co., Ltd. (chinesisch 深蓝汽车) ist eine Marke für Elektrofahrzeuge und Hybridelektrokraftfahrzeuge, die sich im Mehrheitsbesitz von Changan Automobile befindet. Das Unternehmen wurde ursprünglich unter dem Namen Chongqing Changan New Energy Automobile Technology gegründet und ist seit 2023 eine eigenständige Marke.

## Geschichte
Im April 2008 gründeten Changan Automobile und Chongqing Science and Technology Venture Capital gemeinsam Changan New Energy Automobile Co., Ltd. Am 8. Dezember 2017 gründete Changan Automobile seine New Energy Division, die die Planung, Entwicklung und den Bau von Fahrzeugen mit alternativer Antriebstechnologie in einer einzigen Abteilung zusammenfasste.
Zwischen Januar 2020 und März 2022 wurden Changan New Energy und die New Energy Division von Changan Automobile zu Changan New Energy Automobile Technology zusammengeschlossen. Während dieses Zeitraums beteiligten sich 12 Investoren an zwei separaten Finanzierungsrunden, wodurch sich der Anteil von Changan Automobile vorübergehend von 100 % auf 40,66 % reduzierte. Das Unternehmen stellte außerdem sein erstes Modell, den SL03, vorgestellt. In China verkauft unter der Marke Changan Shenlan.
Ende 2022 erhöhte Changan Automobile seinen Anteil an Changan New Energy Automobile Technology von 40,66 % auf 51,00 %, indem es 10,34 % der Anteile von zwei Aktionären erwarb und damit die Mehrheitsbeteiligung an dem Unternehmen zurückerlangte.
Im Jahr 2023 wurde der englische Name Deepal für die Marke Changan Shenlan verkündet und Changan New Energy Automobile Technology wurde in Deepal Automobile Technology umbenannt. Die Marke Deepal ist rechtlich unabhängig von der Changan Group.
Im November 2023 stellte Deepal in Thailand zwei Modelle vor, die Limousine L07 und den SUV S07. Beide Modelle werden aus China importiert. Changan baut derzeit eine Produktionsstätte in Thailand, deren erste Produktionsphase im ersten Quartal 2025 beginnen soll. In Deutschland und weiteren europäischen Ländern ist die Markteinführung des S07 für 2025 geplant, der hier knapp 45.000 Euro kosten soll.

## Modelle
Das erste Modell von Deepal, der SL03, wurde 2022 vorgestellt. Die aktuellen Deepal-Modelle basieren auf der Chang’an-EPA-Plattform für Elektroautos und sind in EPA0, EPA1 und EPA2 unterteilt. Es kamen zunächst fünf Modelle auf den Markt, eines auf Basis von EPA0 und vier auf Basis von EPA1.

### Aktuelle Modelle
- Deepal L06 (2025–), Mittelklasse-Limousine, elektrischer Antrieb
- Deepal SL03 (2022–), Mittelklasse-Limousine, Hybrid
  - Deepal L07 (2024–), eine auf Huawei-Technologie ausgerichtete Version des L07
- Deepal S05 (2024–), Kleinwagen-SUV, Hybrid
- Deepal S07 (2023–), Kompakt-SUV, elektrischer Antrieb
- Deepal S09 (2025–), Großraum-SUV, Hybrid
- Deepal G318 (2023–), Geländewagen, Hybrid

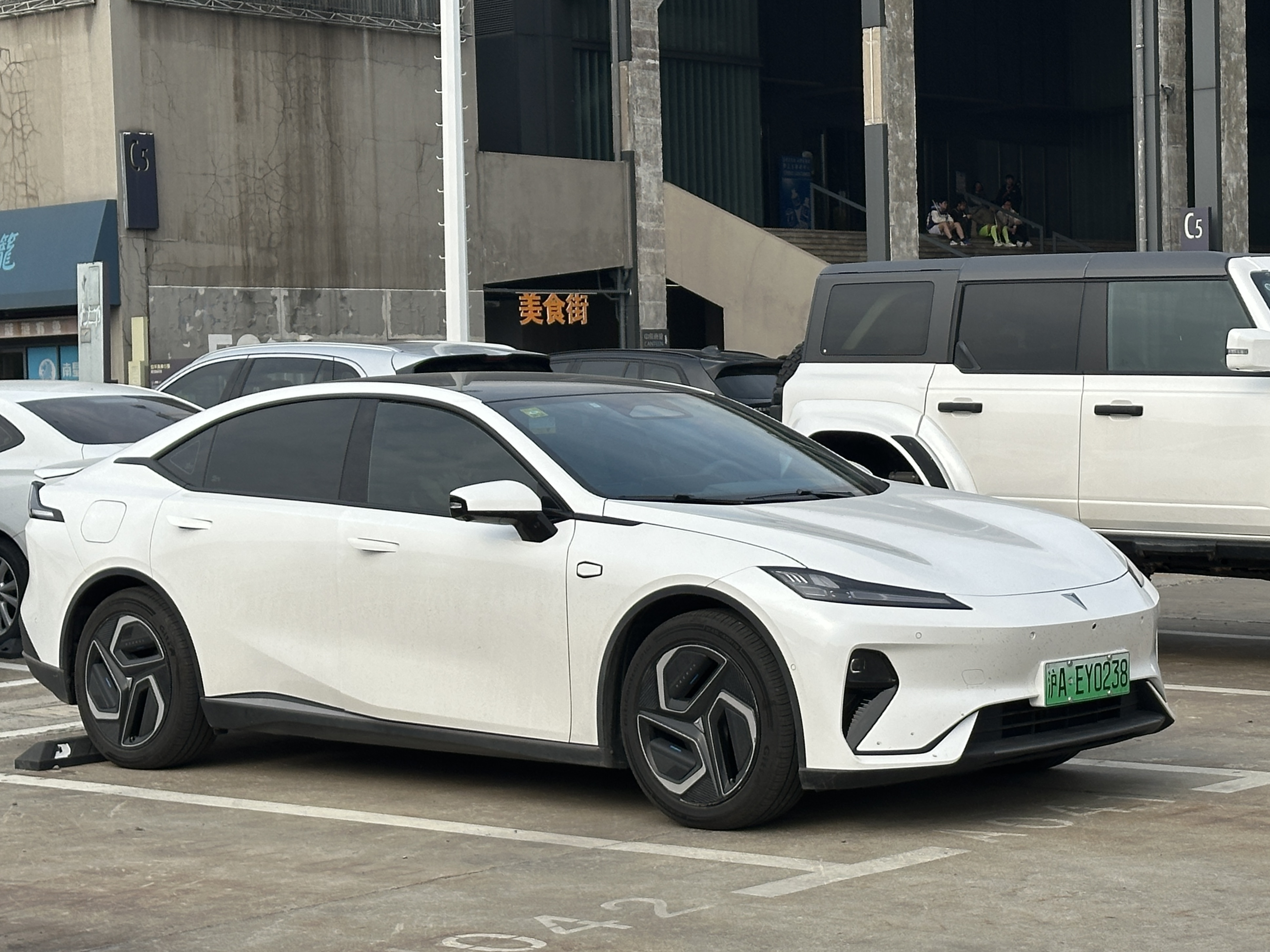
Deepal L07
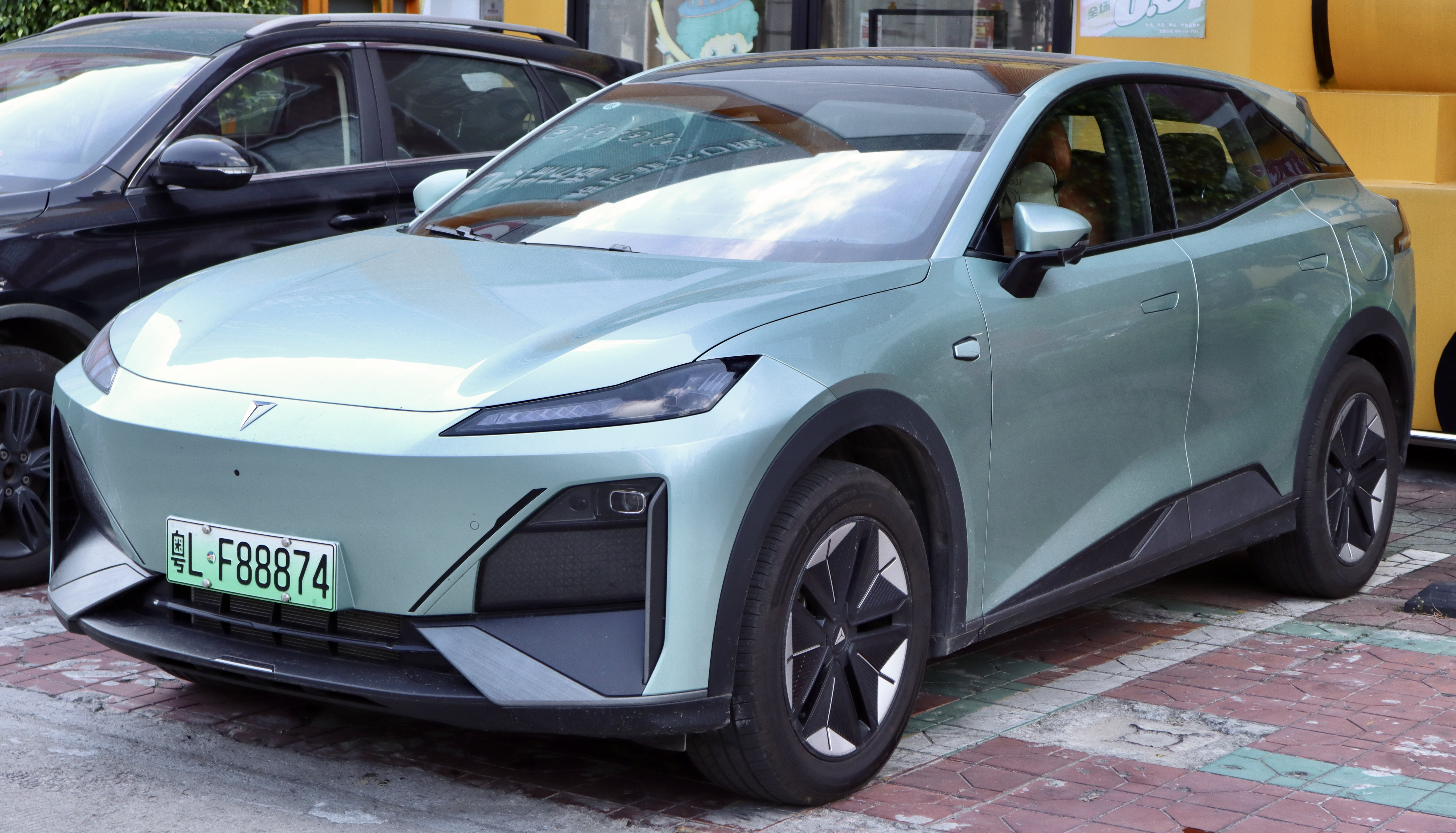
Deepal S07
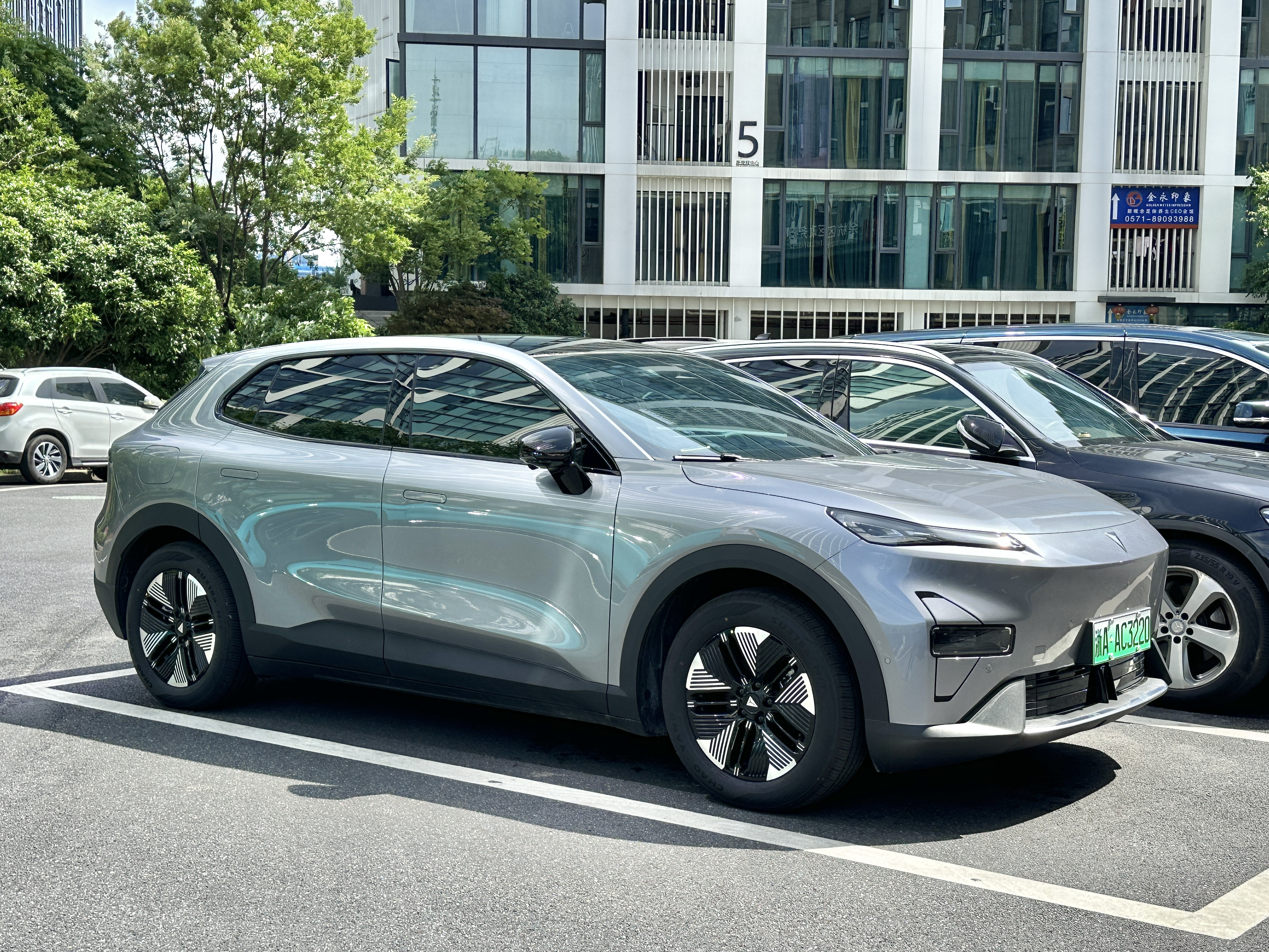
Deepal S05
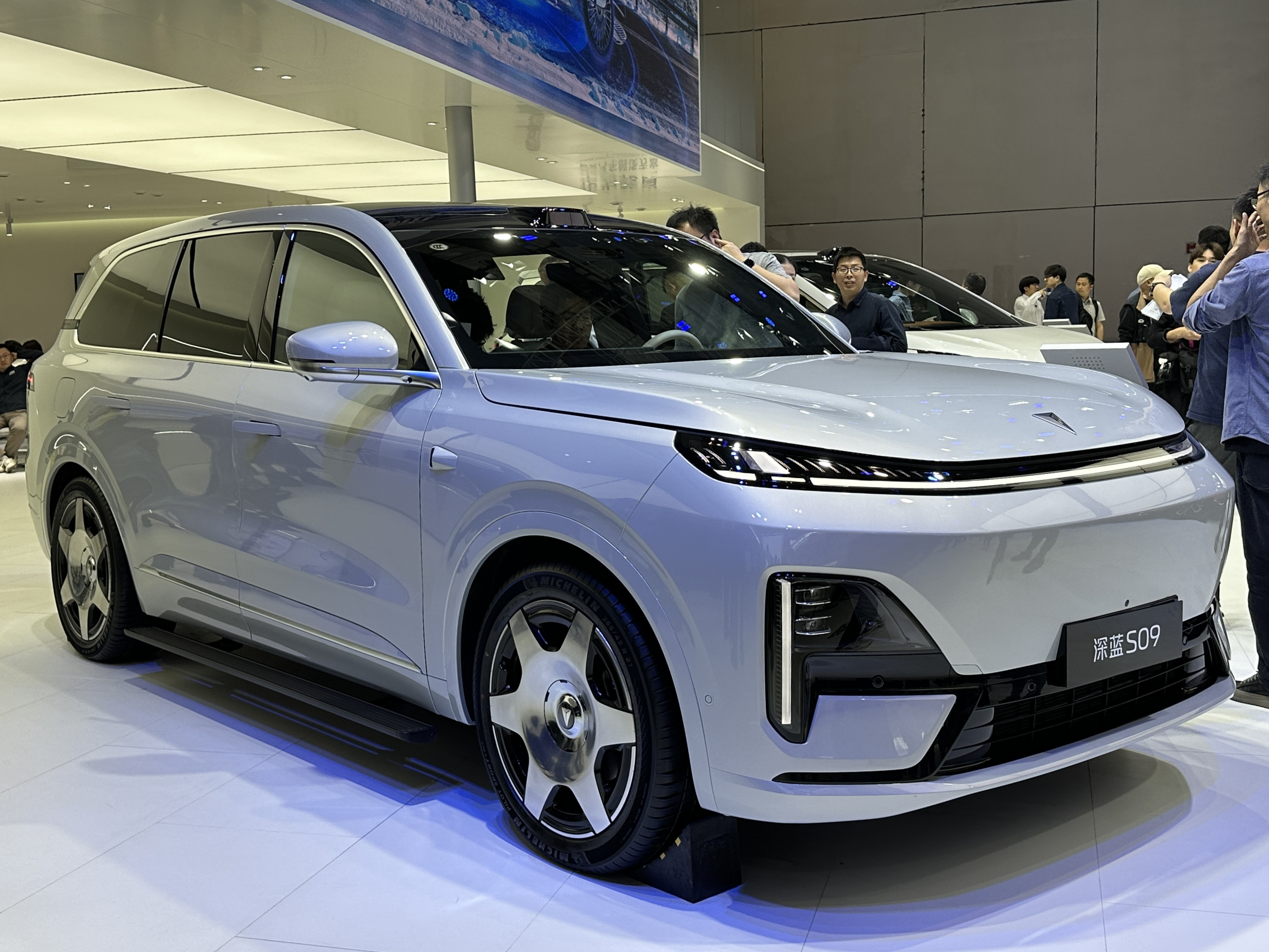
Deepal S09
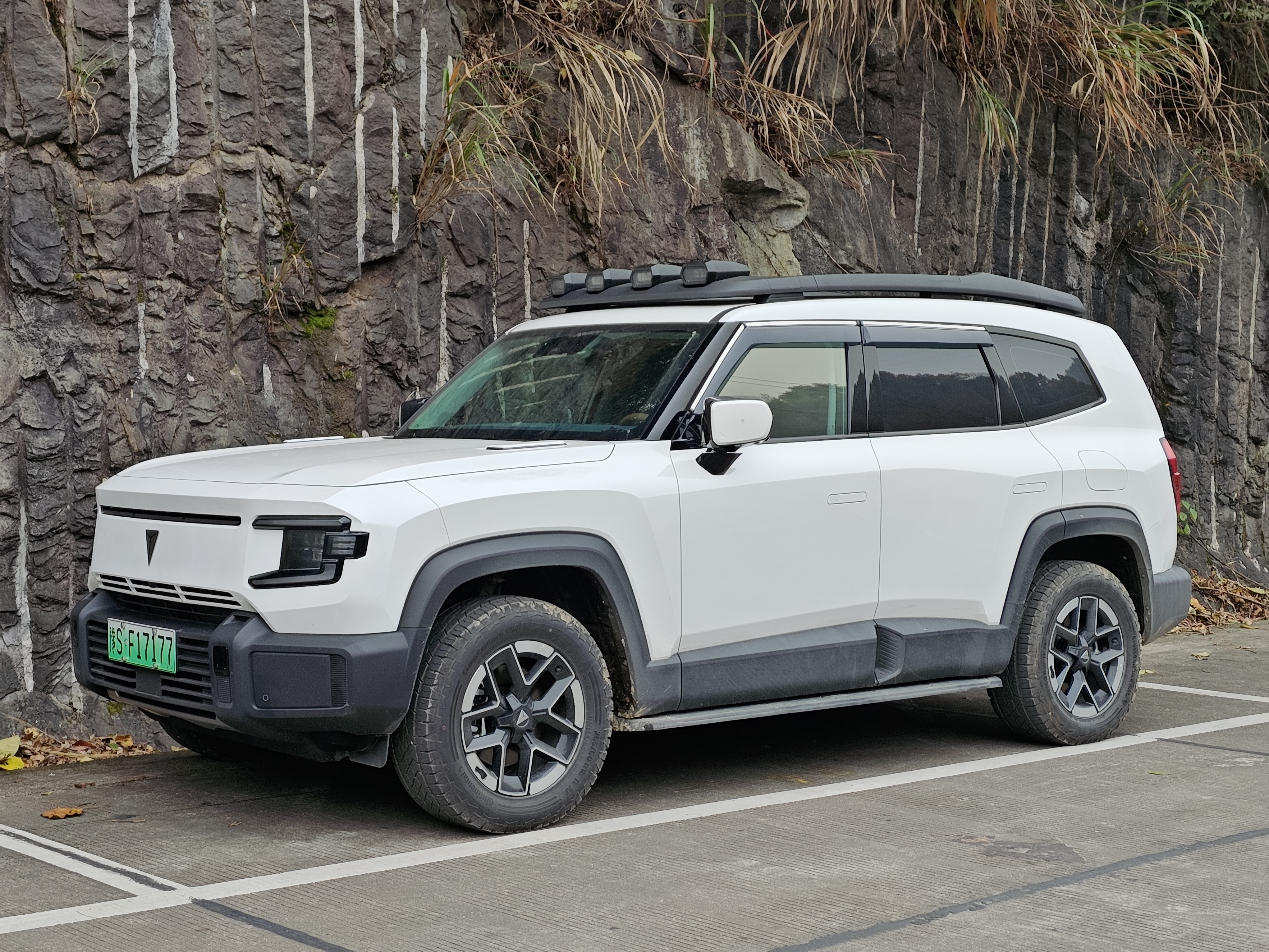
Deepal G318

#### Export-Modelle
- Deepal E07 (2024–), umbenannter Changan Nevo E07 für den Export, Mittelklasse-SUV, Hybrid
- Deepal Hunter K50 (2024–), umbenannter Changan Nevo Hunter K50 für den Export, Pickup-Truck, Hybrid

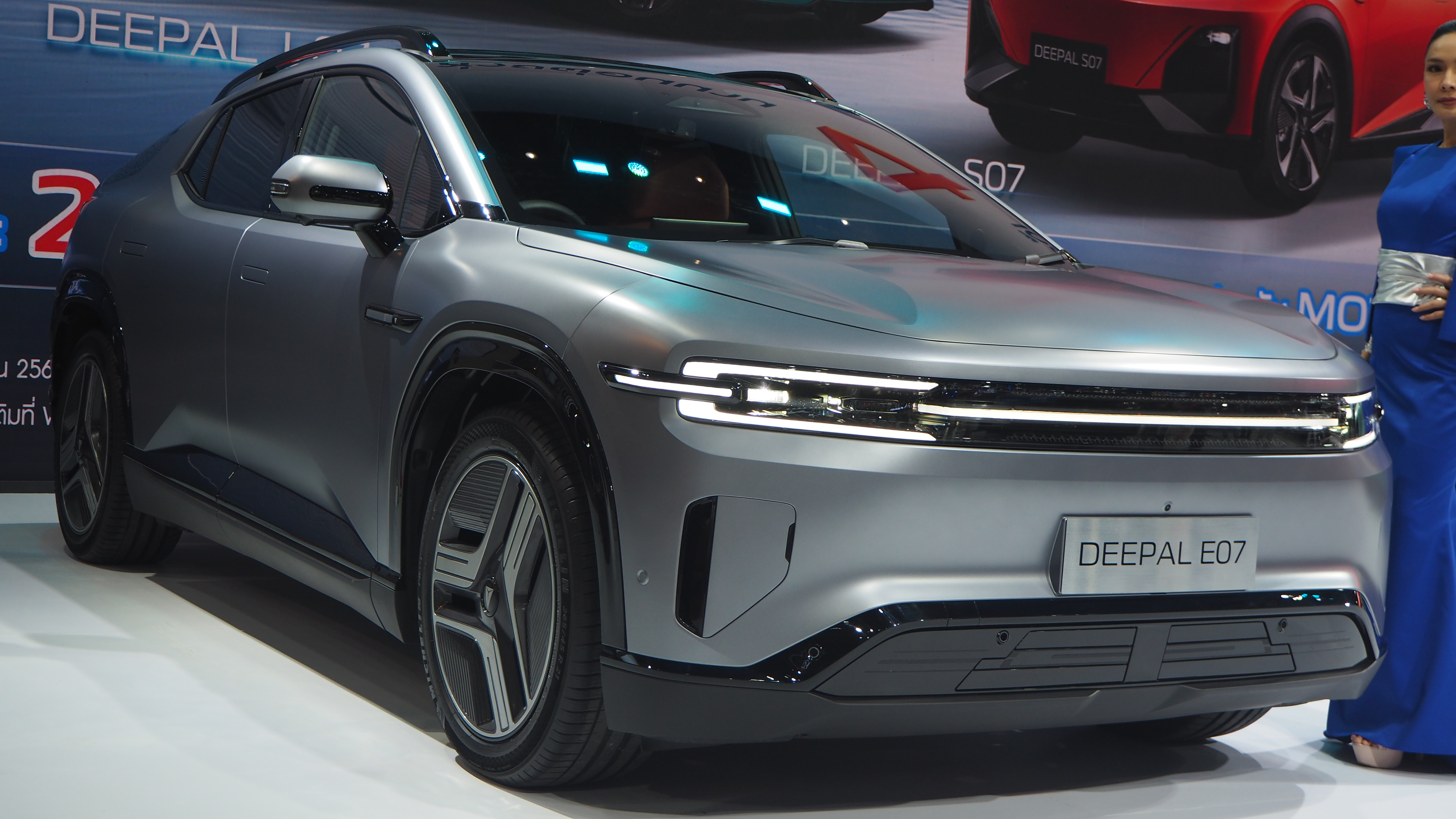
Deepal E07
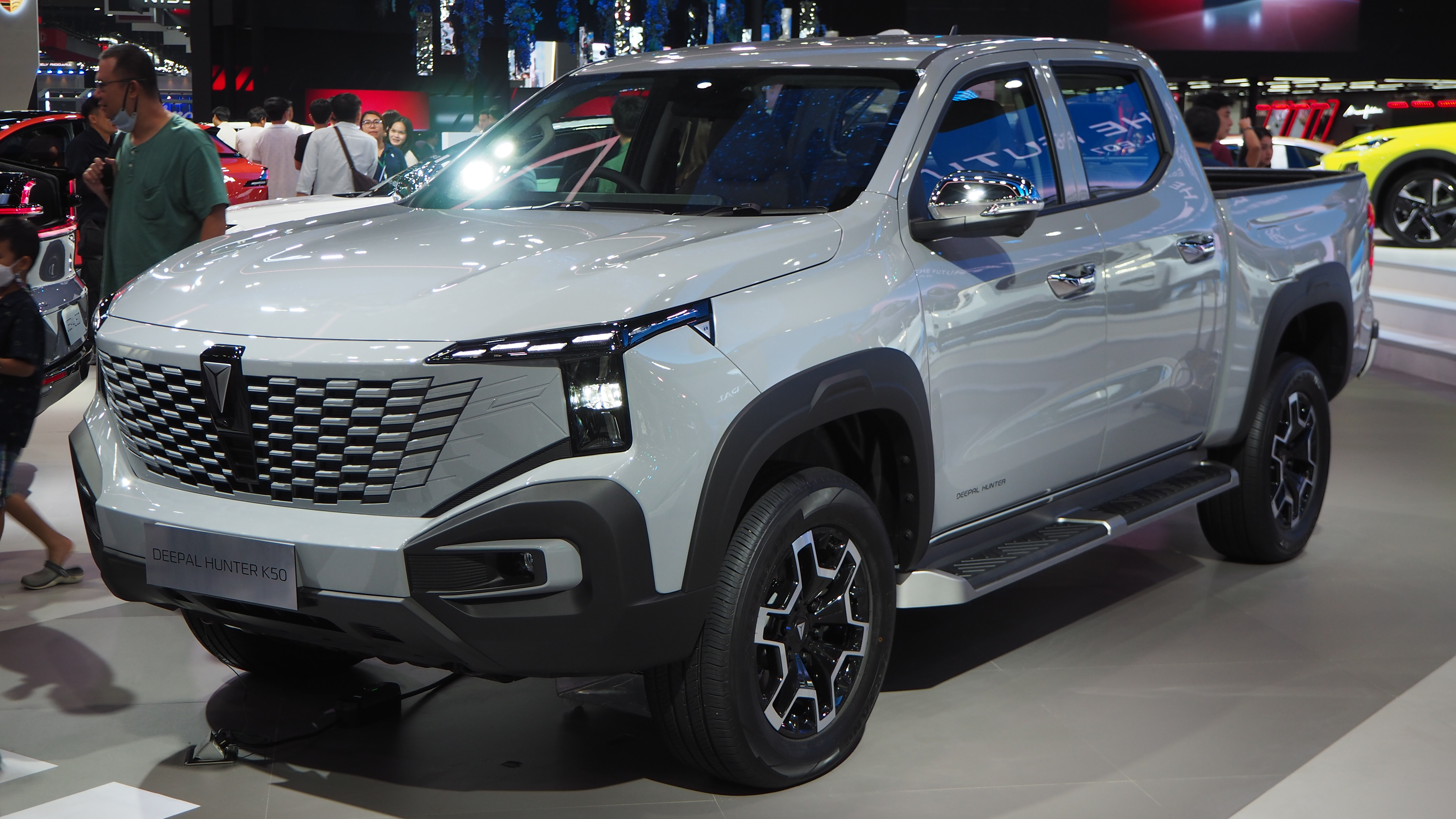
Deepal Hunter K50

## Verkaufszahlen
| Jahr | Gesamtverkäufe |
| ---- | -------------- |
| 2022 | 33.354         |
| 2023 | 128.865        |
| 2024 | 243.894        |